# Мадонна у славі
«Мадонна у славі з серафимами» — це картина темпера розміром (120x65 см), намальована Сандро Боттічеллі, починаючи з 1469 і 1470, зберігається в Галереї Уффіці в Флоренції.

## Історія
Спочатку картина була офіційно зареєстрована в інвентарі Галереї Уффіці протягом 1784–1825 як робота анонімного автора.
Згодом різні вчені-мистецтвознавці підтвердили авторство Сандро Боттічеллі, картина була виконана протягом 1469–1470 років.

## Опис
Спираючись на приклад Філіппо Ліппі і Андреа дель Верроккйо, художник дає оновлену інтерпретацію образу Мадонни. Він подовжує пропорції фігури, підкреслює тонкі руки.
На голові Марії зображується прозора вуаль — деталь, яку він запозичує у Філіппо Ліппі і буде часто це повторювати. Вільно спадає її одяг, несхожий на костюм міщанки, що характерно для картин його вчителя, що несуть в собі життєві асоціації.
З головою, похиленою, наче квітка, Богоматір виглядає дуже зворушливою і крихкою, майже безтілесною, хоча драпірована тканина пластично облягає її тіло.
Херувими, що утворюють ореол навколо голови Мадонни, — є символічним мотивом прославлення — ще більше підкреслюють смирення представленого Сандро Боттічеллі образу.

## Біографія
Сандро Боттічеллі (італ. Sandro Botticelli; 1 березня 1445 — 17 травня 1510) — італійський живописець флорентійської школи. Справжнє ім'я — Алесандро ді Маріано ді Ванні Філіпепі (Alessandro di Mariano di Vanni Filipepi);